# Diferencial de uma função

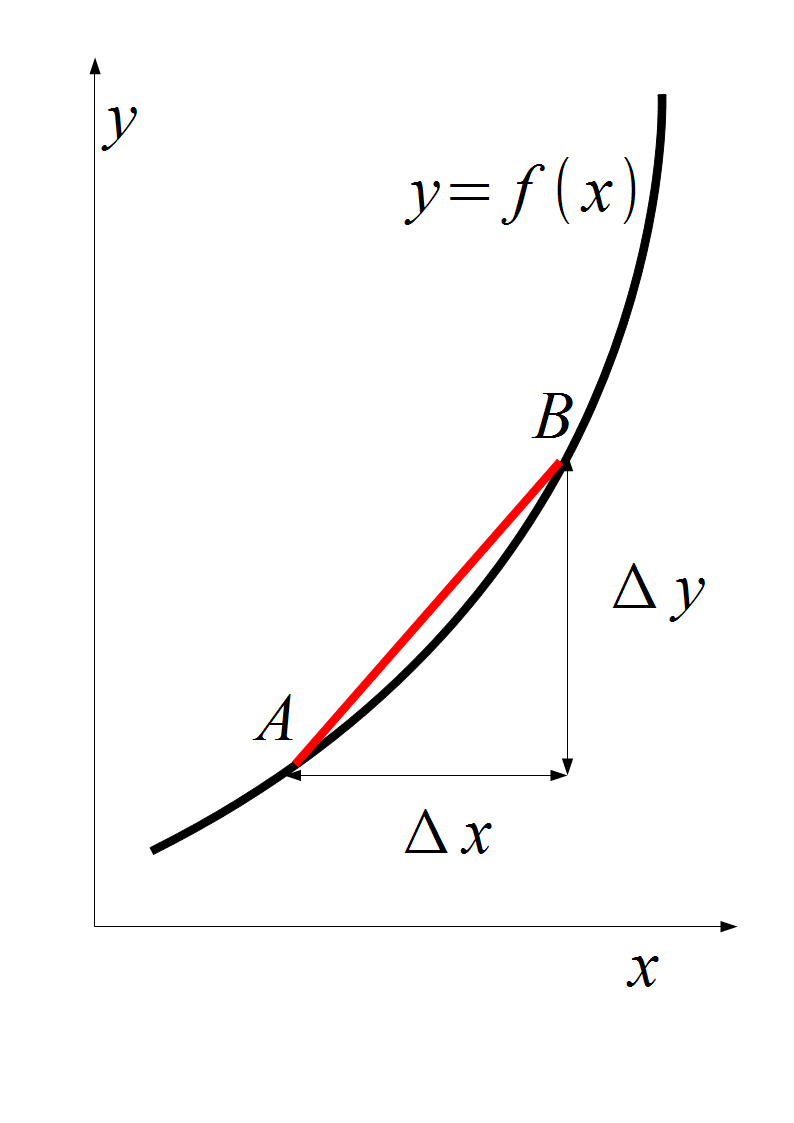
Neste exemplo, quando então e. No limite, obtém-se a derivada e o diferencial da função.

Em cálculo, o diferencial representa a parte principal da variação de uma função {\displaystyle y=f(x)} com relação à variações na variável independente. O diferencial {\displaystyle dy} é definido por:
{\displaystyle dy=f'(x)\,dx,}
na qual, {\displaystyle f'(x)} é a derivada de {\displaystyle f} em relação a {\displaystyle y}, e {\displaystyle dx} é uma variável real extra (de modo que {\displaystyle dy} é uma função de {\displaystyle x} e de {\displaystyle dx}). A notação é tal que a equação é válida:
{\displaystyle dy={\frac {dy}{dx}}\,dx}A derivada é representada na notação de Leibniz {\displaystyle dx/dy}, e isso é consistente com o tratamento da derivada como um quociente de diferenciais. Também se escreve:
{\displaystyle df(x)=f'(x)\,dx.}
O significado preciso das variáveis {\displaystyle dy} e {\displaystyle dx} depende do contexto da aplicação e o nível de rigor matemático exigido. O domínio destas variáveis pode ter um significado geométrico particular se o diferencial é considerado como uma forma diferencial particular, ou um significado analítico se o diferencial é considerado como uma aproximação linear para o incremento de uma função.
Tradicionalmente, as variáveis {\displaystyle dx} e {\displaystyle dy} são consideradas muito pequenas (infinitesimais), e esta interpretação é formalizada em análise não padronizada.

## Definição
Uma função {\displaystyle f:\mathbb {R} ^{n}\to \mathbb {R} ^{m}} se diz diferenciável no ponto {\displaystyle a\in \mathbb {R} ^{n}} se existe uma aplicação linear {\displaystyle \ell :\mathbb {R} ^{n}\to \mathbb {R} ^{m}} tal que:
{\displaystyle \lim _{x\to a}{\dfrac {f(x)-f(a)-\ell (x-a)}{||x-a||}}=0.}
Em tal caso, {\displaystyle \ell =\ell (a)} denota-se {\displaystyle Df(a)} e se denomina o diferencial da função {\displaystyle f} no ponto {\displaystyle a.}